# Portuguesa de Desportos do Amapá
A Portuguesa de Desportos do Amapá, ou simplesmente Portuguesa, é uma agremiação futebolística brasileira sediada na cidade de Macapá, no estado do Amapá.

## História
Fundada em 19 de abril de 1994, começou disputando campeonatos amadores da região. Em 2021, foi vice-campeã estadual amador perdendo para o Olímpicos nos pênaltis por 5–3, após um empate por 1–1 no tempo normal. Em 2022, a equipe sagrou-se campeã estadual amadora ao vencer o São Joaquim por 2–0 na final. Com essa conquista, teve o direito de participar do Intermunicipal do ano seguinte representando a cidade de Macapá. Em 2023, participou da primeira edição da Copa dos Campeões, sendo campeã ao vencer o Calçoene por 3–2. No mesmo ano, filiou-se profissionalmente à FAF-AP para a disputa da segunda divisão estadual. Em 2024, foi vice-campeã da Copa dos Campeões ao perder para o Laranjal do Jari por 2–1.

## Títulos
| ESTADUAIS | ESTADUAIS                      | ESTADUAIS | ESTADUAIS  |
|           | Competição                     | Títulos   | Temporadas |
| --------- | ------------------------------ | --------- | ---------- |
|           | Campeonato Amapaense - Série B | 1         | 2024       |
|           | Campeonato Amapaense Amador    | 1         | 2022       |
|           | Copa dos Campeões              | 1         | 2023       |